# Via Claudia Augusta
La via Claudia Augusta è stata una strada romana la cui realizzazione risale alla prima metà del I secolo. Tradizionalmente si ritiene sia stata costruita per mettere in contatto il mondo romano con quello germanico, partendo dalla Pianura Padana e raggiungendo, attraverso le Alpi, il Danubio in Baviera.

## Storia
La costruzione della via Claudia Augusta è stata avviata nel 15 a.C. da Druso, generale di Augusto, durante la campagna militare che portò alla conquista dei territori della Rezia e della Vindelicia (attuale Tirolo occidentale e Germania meridionale). L'avanzata dell'esercito romano seguiva un percorso già usato nella preistoria come collegamento tra il Veneto e la Baviera.
Circa sessant'anni dopo, nel 47 d.C. con il dominio romano ormai consolidato su quei territori, venne ampliata e completata da suo figlio, l'imperatore Claudio, dal quale ha preso poi il nome.
Venne dato il nome di via Claudia Augusta anche al tratto Pisa-Ostiglia.
Mentre in Germania e Austria il tracciato romano è individuabile con una certa precisione, il suo percorso in Alto Adige è meno riconoscibile, perché attraversa zone più intensamente abitate e coltivate. Incertezza ancora maggiore riguarda il tratto più meridionale della via, quello che dal Veneto conduceva a Trento. Dalle iscrizioni presenti sui miliari, le uniche fonti materiali a oggi reperite e studiate, in particolare quelli di Cesiomaggiore e Rablà, è emersa l'esistenza di due tracciati, l'uno con partenza da Ostiglia (Hostilia), ramo Padano, e l'altro da Altino (Altinum), ramo Altinate, convergenti a Tridentum, l'antica Trento. La scelta di queste città è probabilmente dovuta alla loro importanza economica, in quanto floridi centri di scambi commerciali. 
A sud di Hostilia, dove l'attraversamento del Po era effettuato con traghetti, era importante l'asse stradale che portava a Bononia (Bologna). Successivamente la strada proseguiva per Pisa.

## Archeologia

### Ritrovamenti

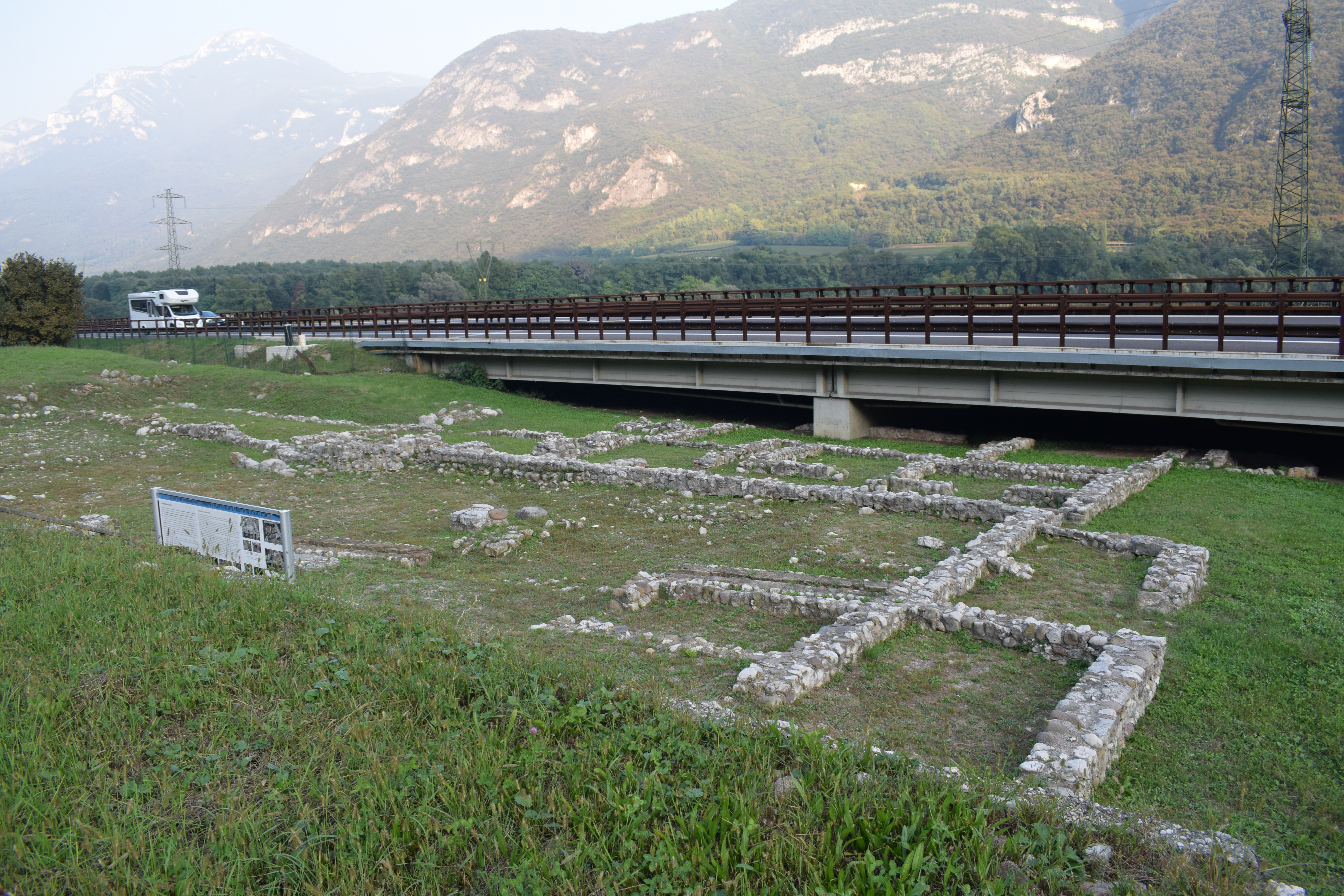
La Mansio Servasa, oggi vicina all'A22, è stata interpretata come stazione di sosta o villa rustica sulla Via Claudia Augusta

Tenendo conto dell'imponenza e dell'importanza che tale via di comunicazione doveva avere in epoca antica, si può dire che il numero dei reperti a oggi ritrovati è piuttosto ridotto. Tale incongruenza costituisce un problema per gli studiosi. Le fonti archeologiche più significative per qualità e quantità sono i miliari. Tra di essi spiccano per importanza i cippi di Rablà e Cesiomaggiore, scoperti rispettivamente nel 1552 e nel 1786: essi testimoniano l'esistenza della strada, in quanto ne riportano il nome.
(Testo sulla pietra miliare di Rablà)
Caesar Augustus Germa
nicus pontifex maxu
mus tribunicia potesta
te VI co[n]s[ul]  IV imp[erator] XI p[ater] p[atrie]
censor viam Claudiam
Augustam quam Drusus
pater Alpibus bello pate
factis derex[e]rat munit ab
Altino usque ad flumen
Danuvium m[ilia] p[assuum] CCCL»
(Testo sulla pietra miliare di Cesiomaggiore)

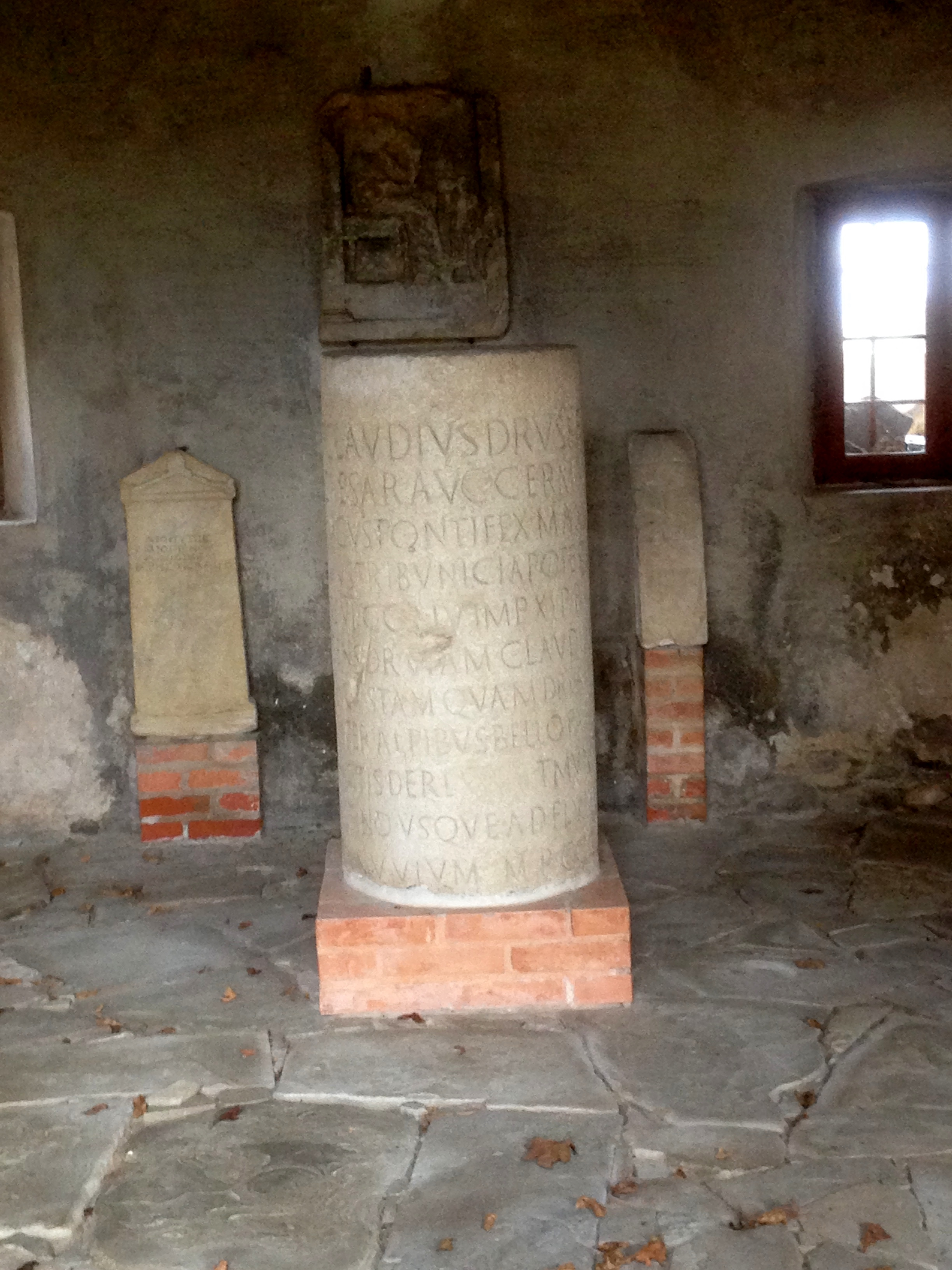
Cippo miliare ritrovato a Cesiomaggiore nel 1786, conservato nella Villa Tauro in località Centenère

A Egna (Endidae) scavi archeologici hanno portato alla luce una stazione di sosta ben conservata, che fa presupporre che il percorso si sviluppasse lungo quella direttrice.
Inoltre lungo l'ipotetico itinerario sono stati rinvenuti i resti di ponti e tratti di strada romana datati all'epoca di Druso.

### Ipotesi tracciato

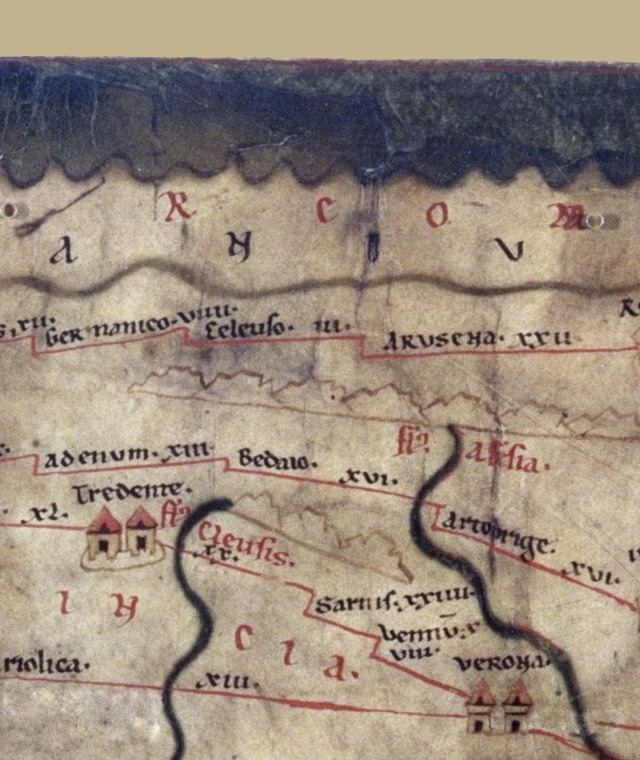
Tabula Peutingeriana

Non esiste ancora alcuna ipotesi definitiva riguardo al tracciato originario della via Claudia Augusta, vista la relativa scarsità di reperti e la mancanza di fonti antiche.
Il percorso della porzione di strada che congiunge Trento con Burghöfe-Mertingen  (Submuntorium) è individuato in modo sufficientemente preciso, salvo qualche dubbio nel territorio delle Alpi Bavaresi; è condiviso che il superamento del confine avvenisse in corrispondenza del Passo di Resia.
Per quanto riguarda la Padana, sappiamo, anche grazie alla testimonianza della Tabula Peutingeriana, che essa collegava Ostiglia, Verona e Trento, dove si congiungeva all'Altinate.
Più discusso è il percorso di quest'ultima, che da Altino raggiungeva Trento passando per Feltre e la Valsugana (forse anche per Belluno).
La prima ipotesi ad essere stata formulata è quella del conte Aurelio Guarnieri Ottoni, secondo il quale la strada da Altino toccava Oderzo, Serravalle e Belluno, per poi piegare verso l'attuale Cesiomaggiore e infine Feltre.
Theodor Mommsen (1863), e più tardi Konrad Miller (1916) e Guido Rosada (1999), fanno passare la strada per Treviso dopo aver risalito la riva destra del Sile. L'arteria entrava in città tramite quella che ancor oggi è detta Porta Altinia e usciva per l'attuale Porta Santi Quaranta, coincidendo poi con la strada regionale Feltrina; incrociava la via Postumia presso Postioma, passava per Montebelluna e Cavaso del Tomba e raggiungeva infine Feltre. Questa ricostruzione è condivisa anche da Walther Cartellieri (1926), che tuttavia ritiene che sino a Nerbon di San Biagio di Callalta la strada si trovasse alla sinistra del Sile.
Secondo un'altra ipotesi da Altino la strada raggiungeva il Sile e lo attraversava presso l'attuale Quarto d'Altino (dove sono ancora individuabili i resti di un ponte). Procedeva poi quasi rettilinea sino al Piave (coincidendo con la via che nel Medioevo era detta Lagozzo o Agozzo) e lo attraversava tra le attuali Ponte della Priula e Nervesa della Battaglia, servendosi probabilmente di un guado. Per il percorso oltre Falzè di Piave, vi sono diversi possibili itinerari:
- per Vittorio Galliazzo[5] la via continuava sino a Vidor e oltrepassava nuovamente il Piave, mantenendosi sull'argine destro sino a Quero; da Feltre toccava poi Belluno, attraversava il Cadore, la Val Pusteria e raggiungeva il Brennero;
- per Luciano Bosio[6]  (1970 e 1991), la strada non attraversava il Piave e proseguiva per Moriago e Valdobbiadene e poi a Cesiomaggiore;
- secondo Alberto Alpago Novello[7] la strada doveva raggiungere Follina e da qui valicava le prealpi bellunesi tramite il passo di Praderadego; nell'altro versante, era sorvegliata da una fortificazione embrione del Castello di Zumelle;
- Plinio Fraccaro[8]  ritiene che la strada valicasse le Prealpi tramite il passo San Boldo.

Si potrebbe pensare che le ultime due ipotesi siano piuttosto fragili, in quanto, per superare le montagne, la Claudia Augusta si sarebbe dovuta fare stretta e ripida, quindi assai scomoda per i traffici, specialmente per i carri. Bisogna però considerare che la viabilità antica era diversa da quella attuale: i fondovalle potevano rivelarsi alquanto pericolosi, a causa di zone paludose e dell'assenza della protezione naturale costituita dalle montagne.
- Il topografo cadorino Alessio De Bon, incaricato nel 1935 dall'Istituto Veneto di Scienze, Lettere ed Arti di svolgere una ricerca per la comprensione del problema del percorso della via Claudia Augusta,[9] fa coincidere la sua teoria con la precedente fino a Feltre, ma da lì fa proseguire la strada sino a Belluno, attraversando il Cadore, la Val Pusteria e raggiungendo così il passo del Brennero. A sostenere l'ipotesi del tracciato, in mancanza di iscrizioni, sono anche i ritrovamenti archeologici, su tutti il santuario romano del Monte Calvario, presso Auronzo di Cadore, ai piedi delle Tre Cime di Lavaredo. Tale sito (che è ancora in fase di scavo) di tipologia militare centro italica, a gradoni, fu frequentato per svariati secoli dalle legioni. Costruzioni simili per imponenza e importanza vi sono solo vicino a Roma: ciò fa ritenere che l'arteria stradale lungo la quale fu costruito fosse particolarmente importante.

### Dubbi
Tra gli archeologi c'è anche chi sostiene che la via non sia mai esistita, dati l'inconsistente numero di reperti e la mancanza di testimonianze scritte. Il ritrovamento dei vari cippi non assicura la presenza della via, poiché non era insolito che i miliari venissero incisi prima della sua costruzione o completamento. 
Il ramo più discusso è quello Altinate (il cui tracciato tuttavia è chiaramente ancora riconoscibile tra Altino e Olmi di San Biagio di Callalta); minori sono i dubbi per il Padano, mentre è più sicura l'esistenza del tratto da Trento a Burghöfe-Mertingen.

## Situazione

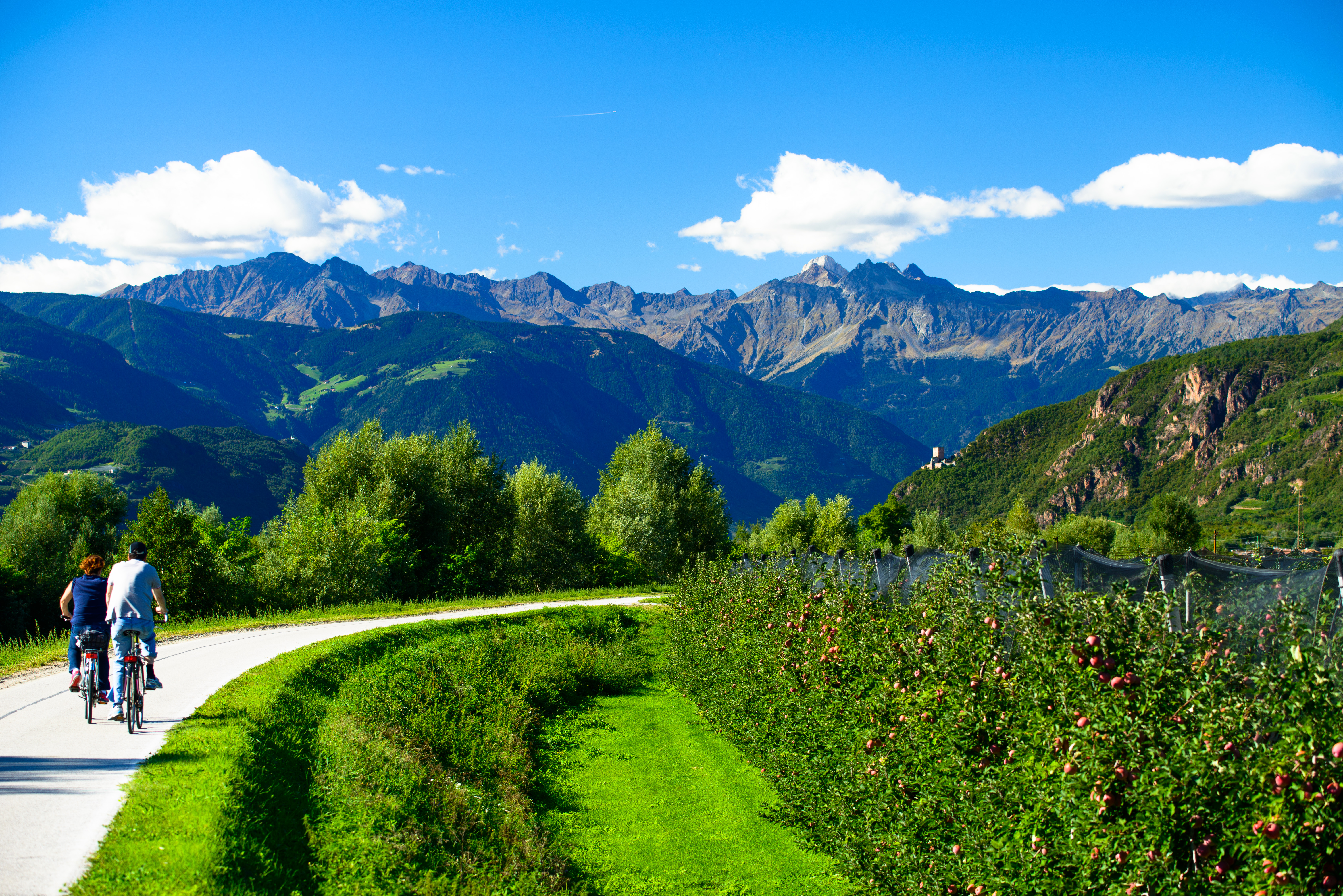
In prossimità di Frangarto, frazione di Appiano sulla Strada del Vino

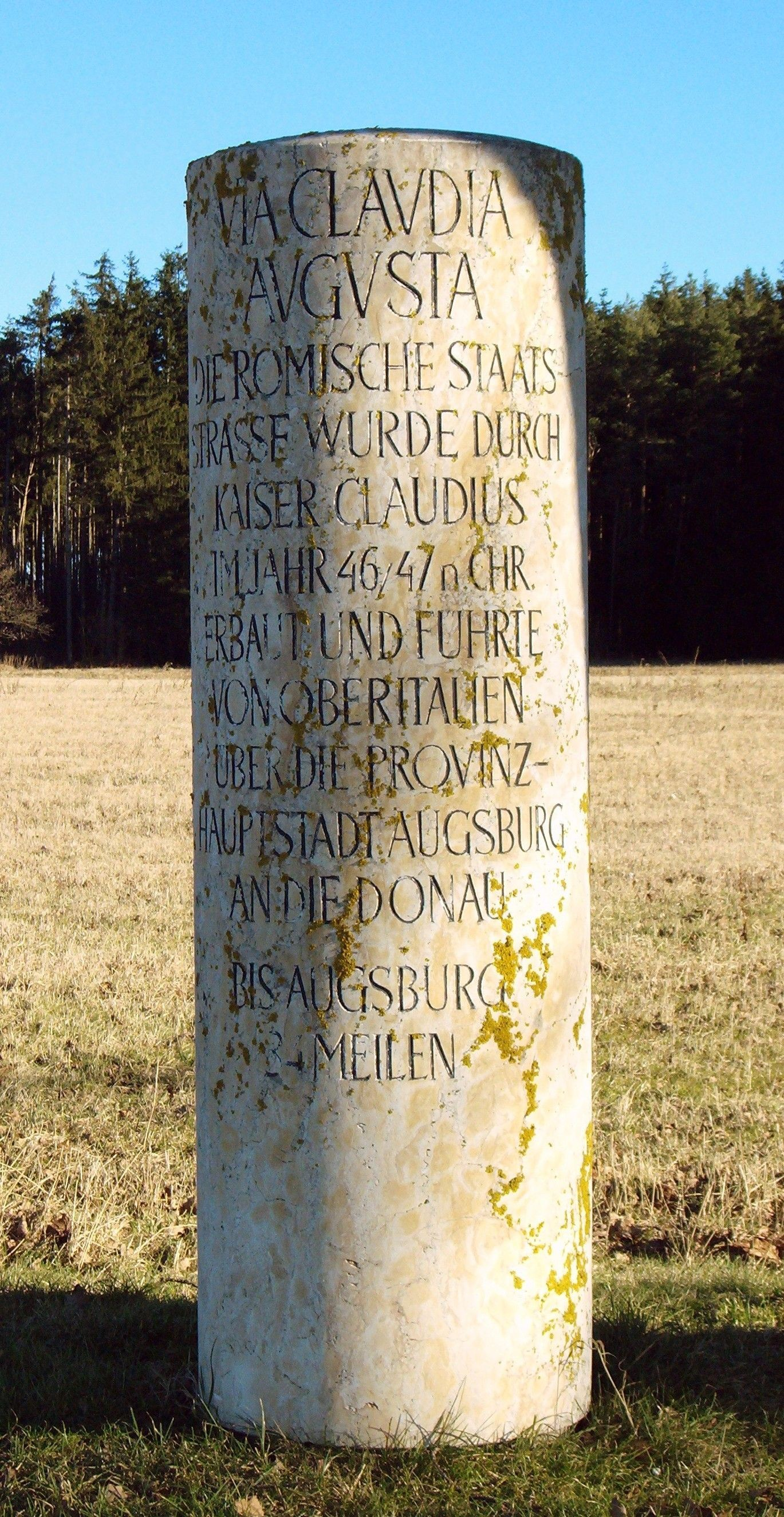
La copia di una pietra miliare romana indica a Donauwörth l'inizio della pista ciclabile Claudia Augusta

Benché le evidenze archeologiche non siano particolarmente numerose, la via Claudia Augusta continua a suscitare interesse da più punti di vista. Mentre in Italia prevalgono gli studi tesi a rilevare e ad approfondire gli aspetti più scientifici legati all'individuazione del tracciato, in ambiente tedesco, laddove vi sono dei tratti stradali più facilmente attribuibili all'antica via romana, la Claudia Augusta è elemento portante di un business economico-turistico particolarmente florido che si propone di favorire lo sviluppo del turismo culturale. Una pista ciclabile, denominata Claudia Augusta come la strada romana, incomincia sul Danubio a sud della città di Donauwörth, poco distante da Mertingen. L'inizio del percorso è contrassegnato da una copia moderna di un miliario romano. A Rieden, nei pressi del Forggensee si intravedono tracce della via romana appena visibili sotto i prati, la cittadina di Epfach, la romana "Abodiacum", era sede di un presidio militare sulla via Claudia Augusta.
Un recente progetto che cerca di associare i due punti di vista è quello di Trentino Sviluppo, vincitore di un concorso internazionale finanziato dalla Commissione europea teso a promuovere l'utilizzo delle tecnologie satellitari nella valorizzazione turistica della storia del territorio.
Dal nome della via ha preso la denominazione la Biblioteca Provinciale di Bolzano.

### Letteratura scientifica
La presente sezione bibliografica intende offrire una panoramica dei contributi scientifici successivi all'anno 2000 relativi alle questioni prevalentemente archeologiche legate alle interpretazioni e ricostruzioni del tracciato. Per un repertorio esaustivo di tutte le pubblicazioni anche precedenti a tale data si rimanda a:
- Gianni Ciurletti e Nicoletta Pisu (a cura di), I territori della via Claudia Augusta: incontri di archeologia, Trento, TEMI, 2005.
- Roberto Adami, Marcello Bonazza e Gian Maria Varanini, Volano, Storia di una comunità, Rovereto, Nicolodi, 2005.
- Alberto Alberti, Archeologia romana in Alto Adige- studi e confronti, 2002.
- Annalisa Anghinelli e Stefania Anghinelli, Rapporto fra due corsi d’acqua e la presenza umana nell’età del Bronzo, Rodigo(Mn), 2001.
- Alessandra Aspes, Preistoria Veronese. Contributi e aggiornamenti, Verona, Museo Civico di Storia Naturale, 2002.
- Francesco Attardo, Elena Banzi e Umberto Tecchiati, Archeologia a Laion, Bressanone, 2004.
- A. Baccaro, Materiali provenienti dalle ricerche di superficie in età romana, Sermide(Mn), 2003-2004.
- Elisabetta Baggio Bernardoni, La porta Veronensis in Buchi- storia del Trentino, 2000.
- Paolo Baggio e Sandra Primon, Sotto l’occhio del satellite- il Piave, Verona, 2000.
- S. Ballini, Materiali provenienti dalle ricerche di superficie in età romana, Sermide(Mn), 2002-2003.
- E. Banzi, Der Schlern, 2004.
- Giuditta Guiotto Memorie e indagini storiche lamonesi di Tizian mons. Pietro , Dolomiti (BL) , anno XXVII febbraio 2004
- Michele Bassetti, Montagna e Valle dell’Adige tra preistoria e storia, 2004.
- C. Bassi, I bronzi antichi:produzione e tecnologia, Grado-Aquileia, 2002.
- Patrizia Basso, La direttrice lungo le valli dell’Adige e dell’Isarco:dalla strada romana all’autostrada, Feltre, 2002.
- Silvana Anna Bianchi, La viabilità terrestre in territorio veronese, Padova, 2003.
- Federico Biondani, Isola della Scala-la romanizzazione e la viabilità, Lavagno(VR), 2002.
- Margherita Bolla, Bronzi di età romana in Cisalpina, Trieste, 2002.
- Gino Bombonato, Lorenzo Dal Ri, Catrin Marzoli e Gianni Rizzi, Der Schlern, 2000.
- Aldino Bondesan e M. Meneghel, Il popolamento preromano e romano nel territorio della provincia di Venezia, Padova, 2004.
- Paolo Bonini, Alcuni bolli laterizi rinvenuti a Montegrotto Terme, 2004.
- Giovanni Brizzi, Presenze militari e transiti civili nel settore orientale alpino in età romana, 2002.
- Gian Pietro Brogiolo, Gli scavi al battistero di Mantova(1984-1987), Mantova, 2004.
- Gian Pietro Brogiolo e Gloria Olcese, Produzione ceramica in area padana tra il II secolo a.C. E il VII secolo d.C.: nuovi dati e prospettive di ricerca, Desenzano del Garda, Società archeologica padana, 2000.
- Alberto Broglio, I valichi alpini in età paleolitica e mesolitica, 2002.
- B. Bruno, Nuove ricerche sul Capitolium di Brescia, Milano, 2002.
- Ezio Buchi, Storia del Trentino-l’età romana, Bologna, 2000.
- Alfredo Buonopane, La produzione tessile ad Altino:le fonti epigrafiche, Roma, 2003.
- Maurizio Buora, Da Aquileia…al Danubio, Trieste, 2001.
- Maria Stella Busana, Architetture rurali nella Venetia romana, Roma, 2002.
- Marco Calzolari, L'Italia nella Tabula Peuntigeriana, Firenze, 2003.
- Marie-Brigitte Carre e Franca Scotti Maselli, Il porto di Aquileia: dati antichi e ritrovamenti recenti, in strutture portuali, Collection de l'École française de Rome 280, 2001.
- Marie-Brigitte Carre e Stefania Pesavento Mattioli, Tentativo di classificazione delle anfore olearie adriatiche, Aquilea, 2003.
- Claudia Casagrande e Francesco Ceselin, Vetri antichi delle province di Belluno, Treviso e Vicenza, Venezia, Giunta Regionale del Veneto, 2003.
- Ester Cason, Uso dei valichi alpini orientali dalla preistoria ai pellegrinaggi medievali, Belluno, Fondazione Giovanni Angelini – Udine, 2002.
- Enrico Cavada, Il territorio : popolamento, abitati, necropoli, Bologna, Il Mulino, 2000.
- Enrico Cavada, Identità e alterità : dinamismi ed esiti della romanizzazione in una regione di confine, Archeologia romana in Alto Adige : studi e contributi, 2002.
- Enrico Cavada e Iginio Rogger, L'antica basilica di San Vigilio in Trento. Storia. Archeologia. Reperti., Trento, Edizioni Museo Diocesano Tridentino, 2001.
- Enrico Cavada, Militaria tardoantichi dalla Valle dell'Adige e nelle aree limitrofe. L'informazione archeologica, in Miles Romanus. Dal Po al Danubio nel tardoantico, Pordenone, 2002.
- Giuliana Cavaleri Manasse, Architetture ellenistico-italiche in Cisalpina: le testimonianze del santuario bresciano, in Nuove ricerche sul Capitolium di Brescia. Scavi, studi e restauri, a cura di F. Rossi, Milano, 2002.
- Gunter Chesi, Internationale Geodätische Woche Obergurgl, Heidelberg, Wichmann, 2005.
- Silvia Cipriano e Francesca Ferrarini, Le anfore romane di Opitergium, Cornuda, Lions club di Oderzo, 2001.
- Silvia Cipriano e Stefania Mazzocchin, ConsiDerazioni su alCune anfore Dressel 6B Bollate.i Casi Di VARI PACCI e PACCI  ,APICI e APIC, P.Q.SCAPVLAE, P.SEPVLLIP e SEPVLLIVM, Aquileia Nostra, 2000.
- Silvia Cipriano e Giovanna Maria Sandrini, La banchina fluviale di Opitergium, Editreg, 2001.
- Gianni Ciurletti, Le iscrizioni altomedievali di Besagno, Trento, 2002.
- Gianni Ciurletti, Il caso Tridentum, in Abitare in città. La Cisalpina tra impero e medioevo. Leben in der Stadt. Oberitalien zwischen römischer Kaiserzeit und Mittelalter, Wiesbaden, 2003.
- Gianni Ciurletti, Mauro Leoni e Emiliano Leoni, Isera. Il progetto di musealizzazione della villa romana, 2003.
- Gioia Conta, Umberto Laffi, Francesco Prontera e Biagio Virgilio, Scritti di geografia storica e di antichità in ricordo di Gioia Conta, Firenze, L.S. Olschi, 2004.
- Luigi D'Ambrosio, Un tubetto d argento con dedica a Iuppiter ed a Sol da Stufles/Stufels, Bolzano, Landesdenkmalamt, 1995, 2002.
- Lorenza Endrizzi, Cloz in Valle di Non (Trentino): la necropoli di via S. Maria e altri ritrovamenti, Trento, Provincia autonoma di Trento, ufficio beni archeologici, 2002.
- Giuliana M. Facchini, Merci e mercati lungo il fiume Po: Calvatone-Bedriacum e Hostilia, due centri a confronto, Ostiglia (Mantova), 2001.
- Giuliana M. Facchini, Studi sul vetro antico. La diffusione dei vetri mosaico dell’Italia settentrionale in età romana, Milano, ET Edizioni, 2005.
- Giuliana M. Facchini e Angela Pisano Briani, Villadose in età romana. Scavi archeologici dell’Università degli Studi di Verona a Villadose (RO), località Ca’ Motte. Dalla didattica alla ricerca, Stanghella, 2004.
- Giulia Fogolari e Giovanna Gambacurta, Materiali veneti, preromani e romani del Santuario di Lagole di Calalzo al Museo di Pieve di Cadore, Roma, 2001.
- Caterina Galifi, Nuovi dati sulla circolazione monetale nel Feltrino. Valle di Lamen(BL) Sass Bianc, Padova, 2001.
- P. Galli e F. Galadini, Analisi paleosismologiche nel sito di Egna, Tracce di un antico terremoto distruttivo, Bolzano, Folio, 2002.
- Vittorio Galliazzo, Via Claudia Augusta. Un'arteria alle origini dell'Europa: ipotesi, problemi, prospettive, Asolo (TV), Atti del Convegno Internazionale, Feltre, 2002.
- Vittorio Galliazzo, Ponti e forme di attraversamento di corsi d'acqua dell'Alto Adige in età romana, 2002.
- Vittorio Galliazzo, Guadi, traghetti e ponti lungo la via Claudia Augusta, 2002.
- Francesca Ghedini e Stefania Pesavento Mattioli, Una testa di Venere da Malles in Val Venosta, 2002.
- Giovanni Gorini, Problematiche e metodi di indagine nell'economia monetaria della X regio, Padova, Atti del Congresso Internazionale di Padova, 2002.
- Giovanni Gorini, L'economia monetaria ad Altino tra I e V secolo, Roma, Atti del Convegno, Venezia, 2003.
- Vera Guidorizzi, Un monumento funerario a fregio dorico con iscrizione da Sirmione (Brescia), 2004.
- H. Hiller, I bronzi antichi: produzione e tecnologia, Atti del XV Congresso Internazionale sui Bronzi Antichi, Grado-Aquileia, 2002.
- Thomas Kirsch, Thomas Lindner e Ulrich Müller, Analecta homini universali dicata. Arbeiten zur Indogermanistik, Linguistic, Philologie, Politik, Musik und Dichtung, Stuttgart, H.D. Heinz, 2002.
- M. Lachin, Il Sistema Informativo Geografico (SIG) come supporto di conoscenza per la storia, l'evoluzione e la tutela dell'aspetto agrario romano a nord-est di Padova, Università degli studi di Padova, 2002-2005.
- Michele Lanziger, Franco Marzatico e Annaluisa Pedrotti, Storia del Trentino, I. La preistoria e la protostoria, Bologna, Mulino, 2000.
- D. Locatelli, Una statua di culto, Milano, 2002.
- Liliana Marcando, Archeologia a Torino. Dall'età preromana all'Alto Medioevo, Torino, Allemandi, 2003.
- Mirella Marini Calvani, Aemilia. La cultura romana in Emilia Romagna dal III sec. a.C. all'età Costantiniana, Venezia, Catalogo della mostra.
- Franco Marzatico, Note sulle relazioni culturali e scambi tra versanti delle Alpi orientali in epoca preistorica, Belluno, 2002.
- C. Marzoli, Dodiciville, via Claudia Augusta, zona d'espansione Rosenbach, Bolzano, 2002.
- Elena Maria Menotti, è l'leganza che ci conquista. Moda, costume e bellezza nelle collezioni del Museo Archeologico Nazionale di Mantova, Mantova, Tre Lune Edizioni, 2003.
- Nuccia Negroni Catacchio, Paesaggi d'acque. Ricerche e scavi, Sorano-Farnese, Mur, 2002.
- Luciano Salzani, La necropoli di Ponte Nuovo, Gazzo, 2001.
- Luciano Salzani, Scavi nella necropoli della Colombara, Gazzo, 2001.
- Luciano Salzani e P. Salzani, Pozzetti del età del rame in località Scolo Gelmina, Gazzo, 2001.
- P. Salzani, Località Ponte Nuovo. Due pozzetti della cultura dei Vasi a Bocca quadrata di “stile meandrospiralico”, in Preistoria Veronese. Contributi e aggiornamenti, Gazzo Veronese, 2002.
- G. Sassatelli, L'espansione etrusca nella valle Padana, Venezia, Catalogo della mostra, Palazzo Grassi, 2000.
- C. Scalari, Gemma con raffigurazione di Bonus Eventus, Bronzetto di “Venere pudica”, Mantova, 2003.
- Gudrun Schnekenburger, Über die Alpen: Menschen, Wege, Waren, Stuttgart, Archaologisches Landesmuseum Baden-Württemberg, 2002.
- D. Selmi, L'insediamento rustico nel fondo Savazzona a Nugolento di Quistello (MN), Mantova, 2002.
- M. Sermidi, Cammeo in castone aureo, Mantova, 2003.
- J. Tirabassi, Quaderni di archeologia del Mantovano, Mantova, 2004.
- M. Tirelli, Strutture portuali, Il porto di Altinum, a cura di C. Zaccaria, Editreg, 2001.
- M. Tirelli, Ab Altino usque ad lumen Silem:la Claudia Augusta all’uscita da Altino, 2002.
- R. Vergani, La produzione del ferro nell'area veneta alpina (sec. XII-XVI). Un bilancio provvisorio, Roma, 2001.
- AA VV, Aquileia Nostra LXXI, Aquileia, Museo archeologico di Aquileia, 2000.
- AA VV, Il paesaggio mantovano nelle tracce, nelle lettere e nelle arti, I, Firenze, L.S. Olschki, 2000.
- AA VV, La Protostoria in Lombardia, Como, Società archeologica comense, 2001.

### Letteratura generalista
(Testi che affrontano la tematica della via Claudia Augusta dalle prospettive turistica, economica e gastronomica)
- Christoph Tschaikner, Via Claudia Augusta, Trento, Euroedit, 2009.
- Gianvittore Vaccari e Giorgio D'Agostini, Claudia Augusta Altinate: Idea-progetto, Regioni Veneto e Trentino-Alto Adige, Le Tre Venezie, 1997.
- Mauro Neri e Silvia Vernaccini, Sulla via Claudia Augusta Altinate, Trento, Panorama, 1998.
- Lucio Polo, Lungo la via Claudia Augusta Altinate: a piedi e in bicicletta, Padova, 1999.
- Riccardo Latini, Lungo le antiche vie - In Trentino-Alto Adige, Veneto e Emilia Romagna, collana Viator, Bassano del Grappa, Itinera Progetti, 2017, ISBN 978-88-88542-81-2.
- Anna Paola Zugni Tauro, Cultura e bellezza da salvaguardare in Claudia Augusta Altinate - Idea progetto, in Le tre Venezie, Asolo, G.S. Stampa, ottobre 1997.